# Łuk Napoleona w Ślesinie
Łuk Napoleona w Ślesinie – łuk triumfalny znajdujący się w Ślesinie, przy drodze do Sompolna. Łuk został wzniesiony przez mieszkańców Ślesina w 1811 lub 1812 roku, ku czci Napoleona Bonapartego. Mieszkańcy liczyli, że właśnie tędy będzie przejeżdżał nacierając na Rosję. Cesarz przypuszczalnie nie widział budowli.
Łuk składa się z głównej, zamkniętej półkoliście arkady i dwóch niższych, bocznych przejść dla pieszych. Elewacje łuku zdobione są pilastrami, które wieńczą głowice jońskie. Na szczycie łuku znajduje się figura orła napoleońskiego.
Łuk został w 1972 roku mocno zniszczony przez przejeżdżającą ciężarówkę. Odrestaurowano go w latach 1976-1977, jednocześnie zmieniając układ komunikacyjny wokół budowli.